# Vladimir Trofimenko
Vladimir Trofimenko (Unión Soviética, 22 de marzo de 1953-1994) es un atleta soviético retirado especializado en la prueba de salto con pértiga, en la que consiguió ser campeón europeo en 1978.

## Carrera deportiva
En el Campeonato Europeo de Atletismo de 1978 ganó la medalla de oro en el salto con pértiga, con un salto por encima de 5.55 metros que fue récord de los campeonatos, superando a los atletas finlandeses Antti Kalliomäki (plata con 5.50 m) y Rauli Pudas (bronce con 5.45 m).